# بيل باكستر (لاعب كرة قدم أسترالية)
بيل باكستر (بالإنجليزية: Bill Baxter)‏ هو لاعب كرة قدم أسترالية أسترالي، ولد في 29 مايو 1919، وتوفي في 23 مارس 1983.

## وصلات خارجية
- بيل باكستر على موقع AustralianFootball.com (الإنجليزية)
- بيل باكستر على موقع AFLtables.com (الإنجليزية)